# 马尔加里迪
马尔加里迪是葡萄牙波尔图区的一个堂区。总面积6.17平方公里，总人口9451人，人口密度1531.8人/平方公里。